# Ferrovie Nishi-Nippon
Le Ferrovie Nishi-Nippon (西日本鉄道株式会社?, Nishi-Nippon Tetsudō Kabushiki-gaisha), spesso abbreviate col nome di Ferrovie Nishitesu (西鉄?, Nishitetsu), sono una compagnia di trasporto ferroviario giapponese che gestisce una rete di linee suburbane nell'area di Fukuoka nella prefettura omonima. Oltre ai servizi ferroviari, Nishitetsu possiede diverse società di trasporti automobilistici.

## Storia
La società venne fondata nel 1908 e i primi treni iniziarono a viaggiare nel 1911 sulla tranvia di Kitakyushu. Nel frattempo dal 1902 era attiva un'ippovia da Dazaifu a Futsukaichi, e nel 1910 partirono i servizi tranviari a Fukuoka. Le società si fusero e nel 1924 la Ferrovia del Kyushu univa Fukuoka con Kurume. 
Nel 1942 quest'ultima venne fusa con altre quattro società e nacquero le Ferrovie Nishi-Nippon. 
A partire dal 1987 sono stati installati tornelli di accesso nelle principali stazioni.

## Linee ferroviarie
La rete consta in 106,1 km di rete elettrificata a scartamento normale (1435 mm) la cui spina dorsale è la linea principale Tenjin-Ōmuta.
| Nome                 | Giapponese   | Capilinea                           | Lunghezza |
| -------------------- | ------------ | ----------------------------------- | --------- |
| ■ Linea Tenjin-Ōmuta | 天神大牟田線 | Nishitetsu Fukuoka (Tenjin) - Ōmuta | 74,8 km   |
| ■ Linea Dazaifu      | 太宰府線     | Nishitetsau Futsukaichi - Dazaifu   | 2,4 km    |
| ■ Linea Amagi        | 甘木線       | Miyanojin - Amagi                   | 17,9 km   |
| ■ Kaizuka            | 貝塚線       | Kaizuka - Nishitetsu Shingū         | 11,0 km   |
| Totale               | Totale       | Totale                              | 106,1 km  |

### Principali stazioni per traffico passeggeri
| Ordine | Nome stazione               | Giapponese      | Luogo              | Passeggeri al giorno |
| ------ | --------------------------- | --------------- | ------------------ | -------------------- |
| 1      | Nishitetsu Fukuoka (Tenjin) | 西鉄福岡 (天神) | Chūō-ku, Fukuoka   | 128.426              |
| 2      | Nishitetsu Kurume           | 西鉄久留米      | Kurume             | 35.747               |
| 3      | Yakuin                      | 薬院            | Chūō-ku, Fukuoka   | 35.657               |
| 4      | Ōbashi                      | 大橋            | Minami-ku, Fukuoka | 34.120               |
| 5      | Nishitetsu Futsukaichi      | 西鉄二日市      | Chikushino         | 22.320               |

## Tariffe
I prezzi mostrati sono relativi agli adulti. Per i bambini fino ai 12 anni si applicano tariffe dimezzate arrotondate per eccesso alla decina superiore.
Linee Tenjin-Ōmuta, Dazaifu e Amagi
| Distanza   | Prezzo (yen) | Distanza | Prezzo (yen) |
| ---------- | ------------ | -------- | ------------ |
| Fino a 3km | 150          | 37 - 41  | 600          |
| 4 - 6      | 200          | 42 - 46  | 650          |
| 7 - 9      | 240          | 47 - 51  | 710          |
| 10 - 13    | 280          | 52 - 56  | 770          |
| 14 - 17    | 330          | 57 - 61  | 830          |
| 18 - 21    | 390          | 62 - 66  | 890          |
| 22 - 26    | 450          | 67 - 71  | 950          |
| 27 - 31    | 500          | 72 - 75  | 1,000        |
| 32 - 36    | 550          |          |              |
Linea Kaizuka
| Distanza   | Prezzo (yen) |
| ---------- | ------------ |
| Fino a 3km | 150          |
| 4 - 6      | 190          |
| 7 - 9      | 220          |
| 10 - 11    | 260          |

## Materiale rotabile

### Flotta attuale

#### Linee Tenjin-Ōmuta, Dazaifu e Amagi
- Serie 3000
- Serie 5000
- Serie 6000 e 6050
- Serie 7000 e 7050
- Serie 8000
- Serie MOE 900 (treno di emergenza)

#### Linea Kaizuka
- Serie 313
- Serie 600

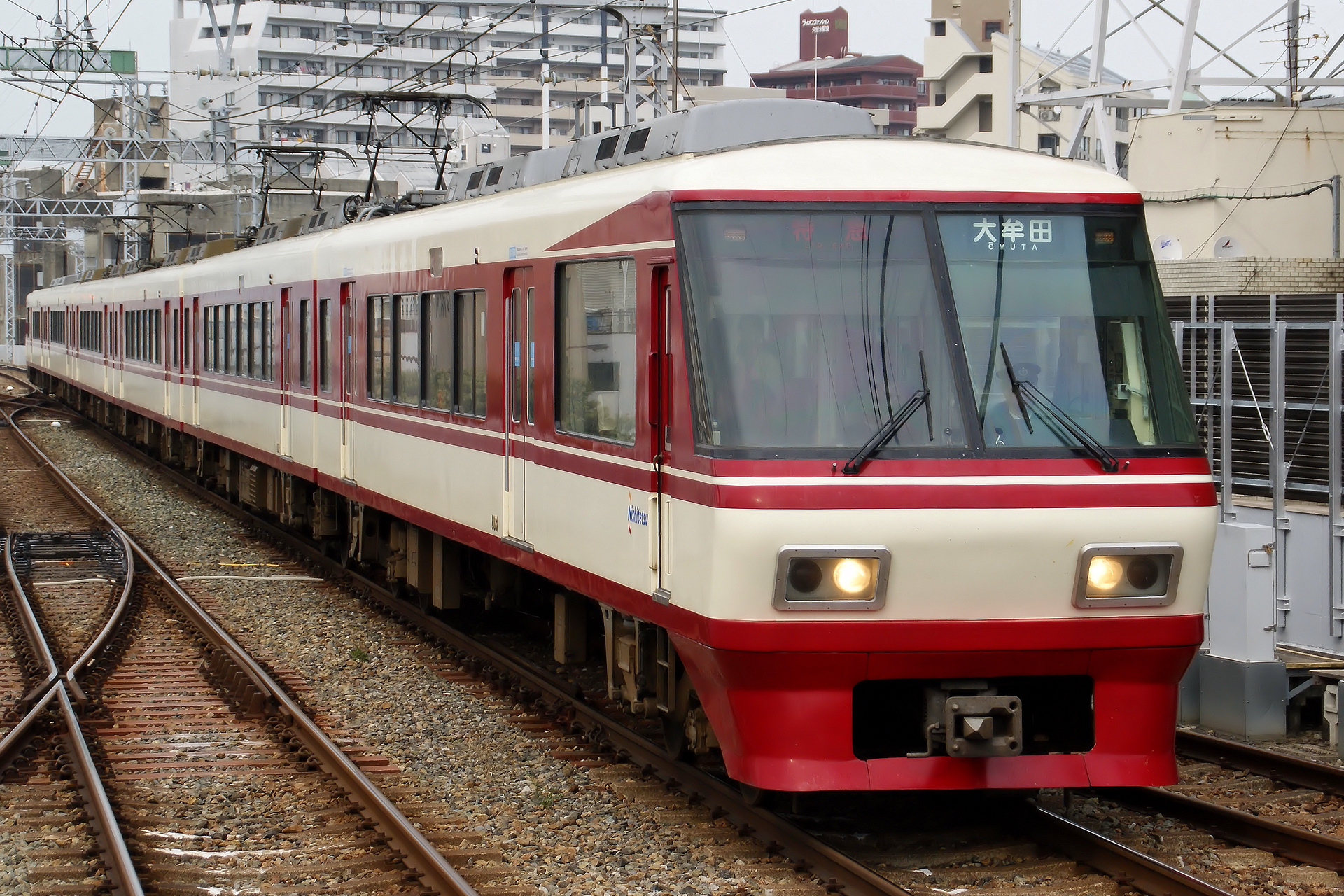
Serie 8000
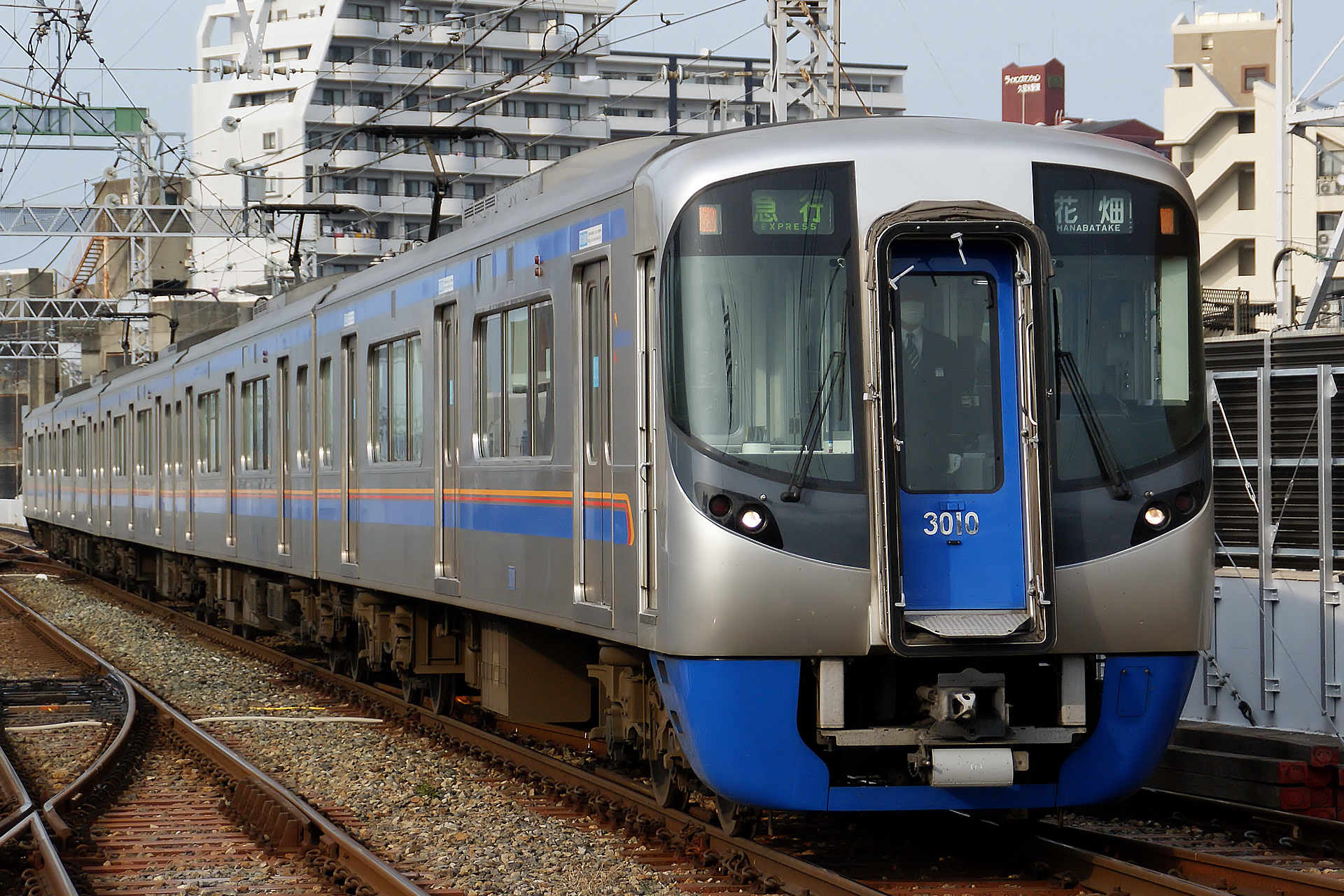
Serie 3000
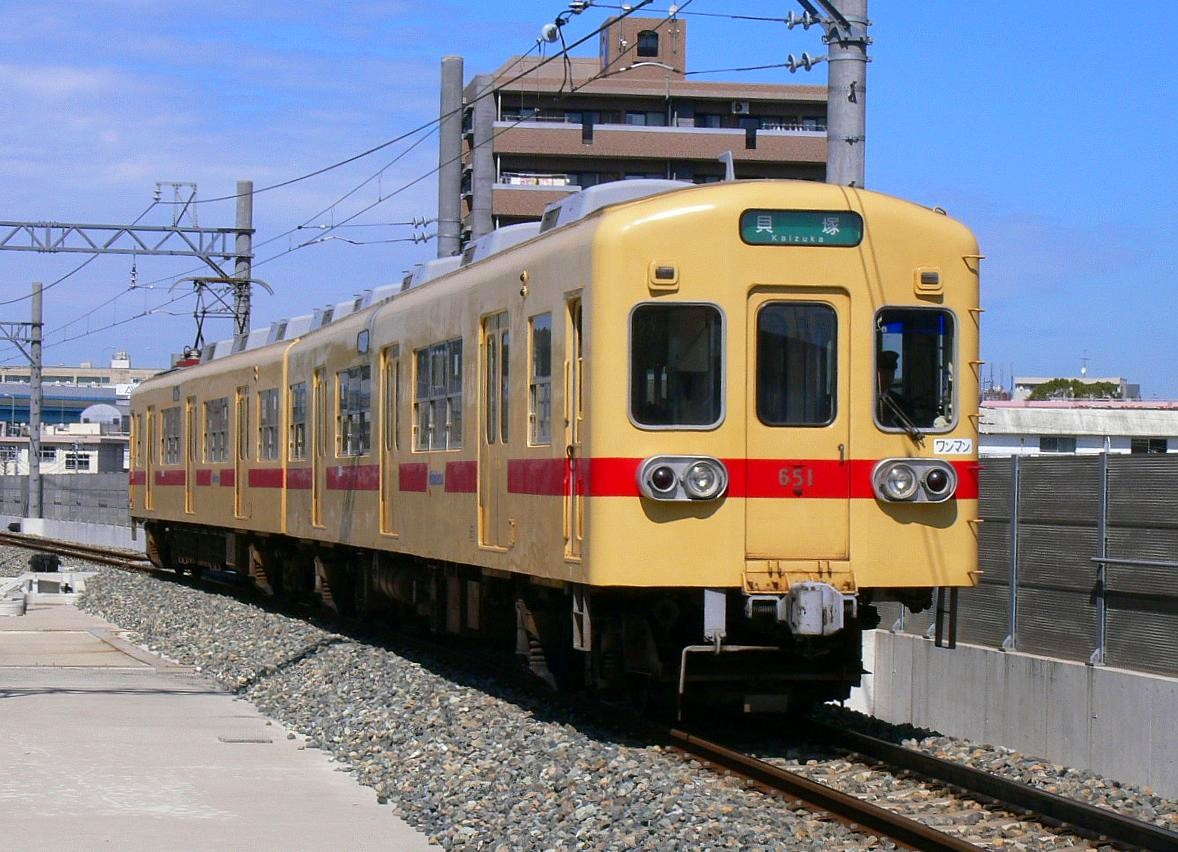
Serie 600
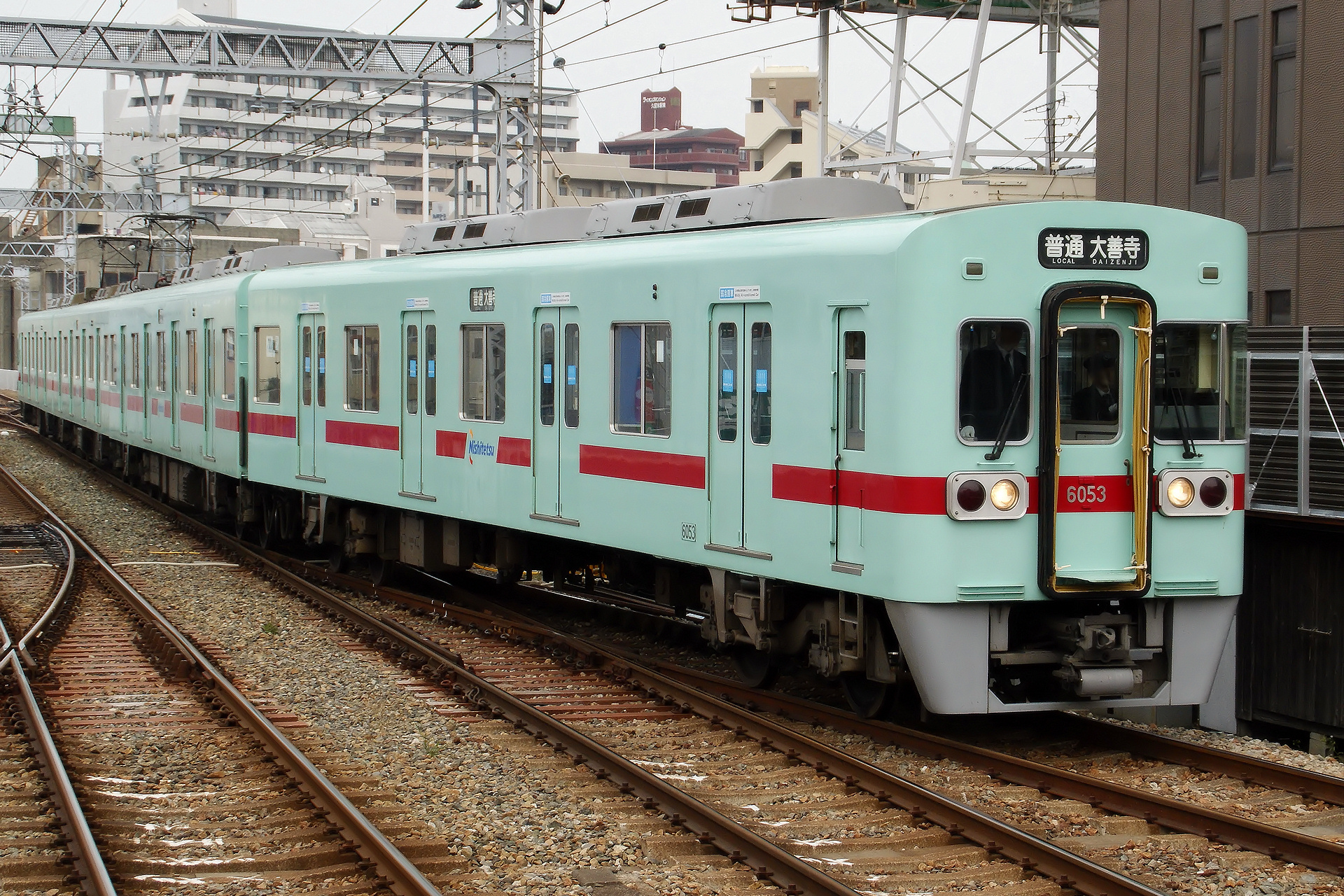
Serie 6050